# Massacre de Kantō

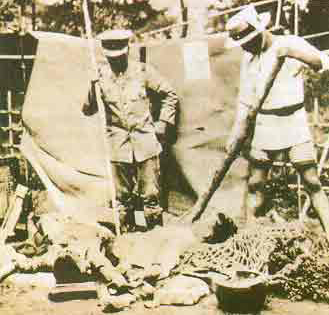
Coreanos no Japão prestes a serem esfaqueados por vigilantes japoneses com lanças de bambu imediatamente após o Grande Terremoto de Kantō de 1923.

O Massacre de Kantō foi um assassinato em massa na região de Kantō cometido após o Grande Terremoto de Kantō de 1923. Com a aprovação explícita e implícita de partes do governo imperial japonês, os militares, a polícia e os vigilantes japoneses assassinaram cerca de 6 000 pessoas: principalmente coreanos étnicos, mas também chineses e japoneses confundidos com coreanos, e comunistas, socialistas e japoneses anarquistas.
O massacre começou no dia do terremoto, 1º de setembro de 1923, e durou três semanas.
Entretanto, funcionários do governo reuniram-se e criaram um plano para suprimir informações e minimizar a escala dos assassinatos. A partir de 18 de setembro, o governo japonês prendeu 735 participantes do massacre, mas eles teriam recebido sentenças leves. O Governador-Geral da Coreia pagou 200 ienes em compensação a 832 famílias de vítimas do massacre, embora o governo japonês no continente só tenha admitido cerca de 250 mortes.
Nos últimos anos, continuou a ser negado ou minimizado tanto pelos principais políticos japoneses como pelos grupos de direita japoneses. Desde 2017, a governadora de Tóquio, Yuriko Koike, tem expressado consistentemente ceticismo quanto à ocorrência do massacre.